# ユナイテッド航空93便テロ事件
ユナイテッド航空93便テロ事件（ユナイテッドこうくう93びんテロじけん、United Airlines Flight 93）とは、2001年9月11日に、アメリカ合衆国のユナイテッド航空93便がアメリカ同時多発テロに巻き込まれ、ペンシルベニア州、ピッツバーグ郊外シャンクスヴィルに墜落したハイジャック事件である。
この事件により乗客乗員44人（テロリスト4人を含む）全員が死亡、生存者皆無という事態となった。アメリカ同時多発テロでハイジャックされた他機（アメリカン航空11便、ユナイテッド航空175便、アメリカン航空77便）とはハイジャック犯の人数が異なり、他機はすべて5人であったが、93便のみ4人だった。
アメリカ同時多発テロで唯一、ハイジャックされた旅客機で突入に失敗したものとなった。事件後に、犯人はアルカイダと判明した。テロリストたちの計画通りであれば、ワシントンD.C.のアメリカ合衆国議会議事堂かアメリカ合衆国大統領官邸ホワイトハウスに突入していたと思われる。

## 機体と乗務員
- 機体：ボーイング757-222（機体記号：N591UA、182人乗り、1996年製造、1999年にユナイテッド航空に引き渡された。）

運航乗務員
- 機長：43歳、男性（13歳からフライトスクールに通い、1984年にユナイテッド航空に入社。元客室乗務員だった妻は2012年に酒や薬物の乱用による心不全で死亡）
- 副操縦士：36歳、男性、元アメリカ空軍大尉、および空軍予備役軍団少佐（湾岸戦争ではC-141のパイロットとして活躍し、1995年の空軍名誉除隊後は予備役として教官パイロットを務めた。1995年5月にユナイテッド航空に入社、ボーイング727の航空機関士・見習い副操縦士[2]を経て、1996年にボーイング757および767の正式な副操縦士[3]に昇格）

客室乗務員
- 49歳、女性（このフライトでのパーサー）
- 58歳、女性
- 38歳、女性
- 49歳、女性
- 33歳、女性

## テロリスト

93便の航路

- ズィアド・ジャッラーフ（国籍：レバノン） - 操縦担当。2000年6月にフロリダに入り、飛行機の操縦と近接格闘術の訓練をしていた[4][5]。
- アフマド・アル＝ハズナーウィー（国籍：サウジアラビア）
- アフマド・アル＝ナーミー（国籍：サウジアラビア）
- サイード・アル＝ガームディー（国籍：サウジアラビア）

## 事件の概要

### 離陸・ハイジャックまで
ユナイテッド航空93便は、ニュージャージー州のニューアーク国際空港を出発し、カリフォルニア州のサンフランシスコ国際空港に到着する予定だった。当該機は最大182人乗りであったが、当日は乗客37人（テロリストを含む）、乗員7人の合計44人が搭乗していた。93便は、午前8時00分離陸の予定であったが、8時42分に離陸した。
先の9時00分にハイジャックされたユナイテッド航空175便の事態を不審に思ったユナイテッド航空は、全機のコックピットメインモニターに「侵入者に警戒せよ」という警報を出した。9時24分、航空管制官から93便にニューヨーク世界貿易センタービルでテロが発生した旨を伝達、ハイジャックへの注意喚起が行われ、パイロットは26分に確認した。

### ハイジャック
それから1分後の27分に4人のハイジャック犯がコックピットに押し入った。この時にパイロットが抵抗したため、この間に旅客機の高度が低くなり、高度は700 ft近く (約200 m) にまで落ちた。この間、コックピットではパイロットから複数の悲鳴や「メーデー 」を叫ぶ声等が管制官や周囲の航空機に発せられ（9時28分）、この悲鳴のような通信に困惑した他機や管制官らは93便へ応答を求めたが回答はなかった。
9時32分、ハイジャック犯らは機内アナウンスを行い、アラビア語訛りの英語で「皆さん、キャプテンは無事です。我々は爆弾を持っています。無事でいたければ、その場に静かに座っていて下さい」と告げた。これがハイジャック犯らの誤りにより航空管制通信の電波を通じて管制官に伝わっており、管制官が「もう一度ゆっくり言ってもらえますか」と返答すると同じ言葉が返ってきた。その後、93便は進路を東に変えながら高度を下げていく。

### 乗客・乗員との連絡
9時30分頃から乗客と乗務員はGTE社の機内電話(airphone)や携帯電話を使い公的機関や家族に電話をかけ始めた。最終的に合計すると機内電話35台と携帯電話2台から電話をかけ、そのうち乗客10人と乗務員2人が地上との交信に成功した。
これらの通話で、93便のハイジャックが地上に伝わるとともに、進行中の同時多発テロの情報が機内にも伝えられた。この時点で乗客はハイジャック犯への攻撃、飛行機の奪還を企図しており、数人の乗客は通信相手にその旨を伝えている。実際に墜落直前、ボイスレコーダーにはハイジャック犯と乗客との間の押し問答の記録が残されていた。
- 9時53分、ハイジャック犯らは乗客の行動を察知してか、「連中が来たら非常用の斧を使え」との会話が記録されている。
- 9時58分、ボイスレコーダーに乗客の怒鳴り声や大量の皿などが割れる音が記録されている。
- 9時59分、乗客がコックピットのドアを叩き壊そうとする音が聞こえ始める。その音に混じってハイジャック犯が「ドアを押さえろ、絶対中に入れるな」と指示している。
- 10時00分、機体が急降下・急上昇を繰り返す。
- 10時01分、ハイジャック犯が「墜落させてやる、酸素を止めろ」と指示する。

### 墜落
10時03分、93便は、約490ノット(時速563マイル、時速907 km)の速度でペンシルベニア州ピッツバーグ郊外シャンクスヴィルに墜落した。墜落理由には、ハイジャック犯の操縦ミス、乗客や乗員らの抵抗などが挙げられる。
乗客らがコックピット内に進入できたか、あるいはそもそもコックピットのドアを破壊できたかについては、乗客遺族の一部と事故調査官らの間で意見の一致を見ていない。9・11事件の調査委員会は「ハイジャック犯らが操縦したままであったが、彼らは何秒と経たないうちに乗客らに制圧されると判断したに違いない」と結論づけている。
乗客遺族の多くは、音声記録を聴いて、乗客らがコックピット内に進入し、コックピットのドアを押さえていたハイジャック犯の少なくとも1人を殺害したと信じており、また一部の乗客遺族はその音声部分を乗客らとハイジャック犯らが操縦桿をめぐって格闘したことを示していると理解している。

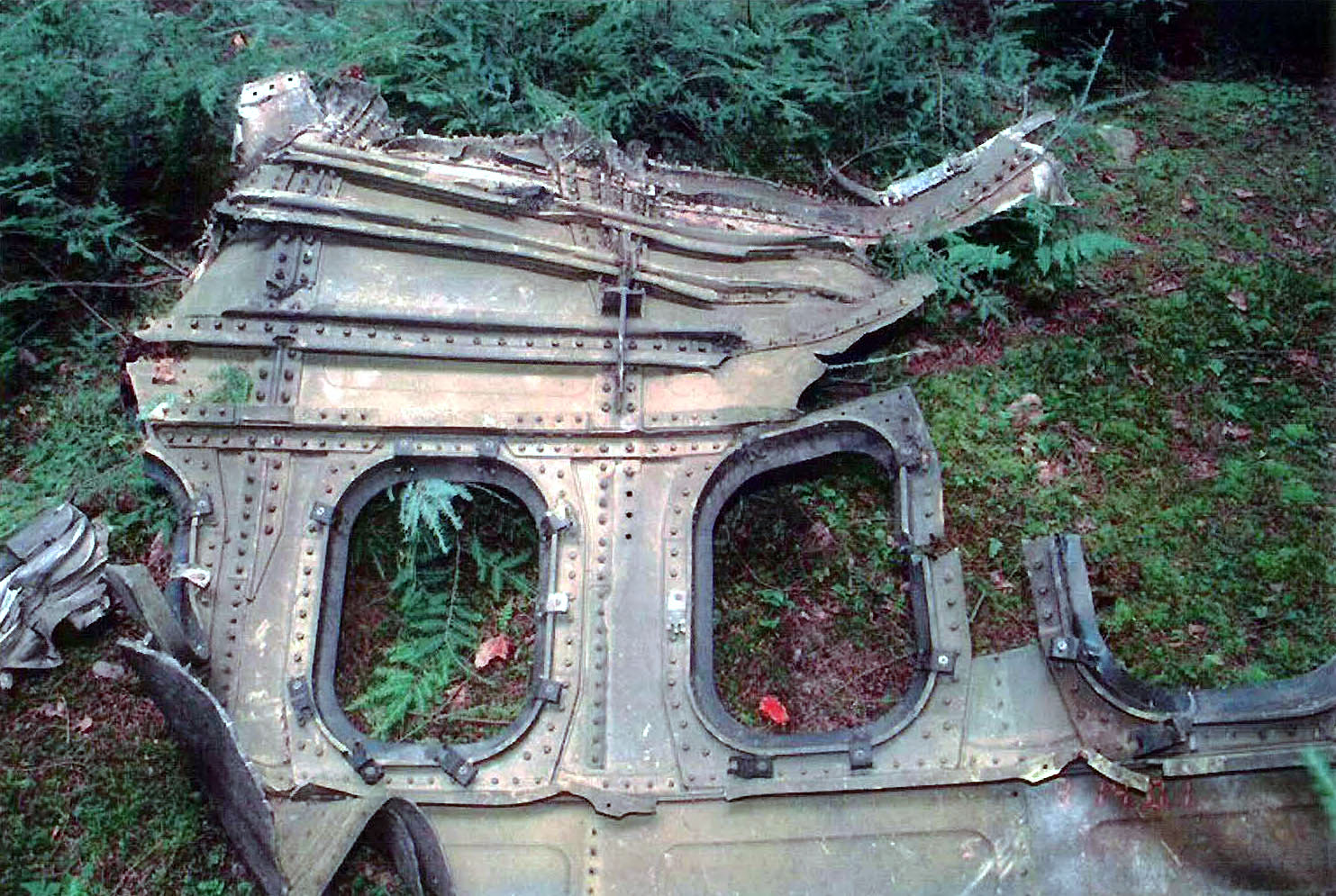
機体の窓枠部分の残骸

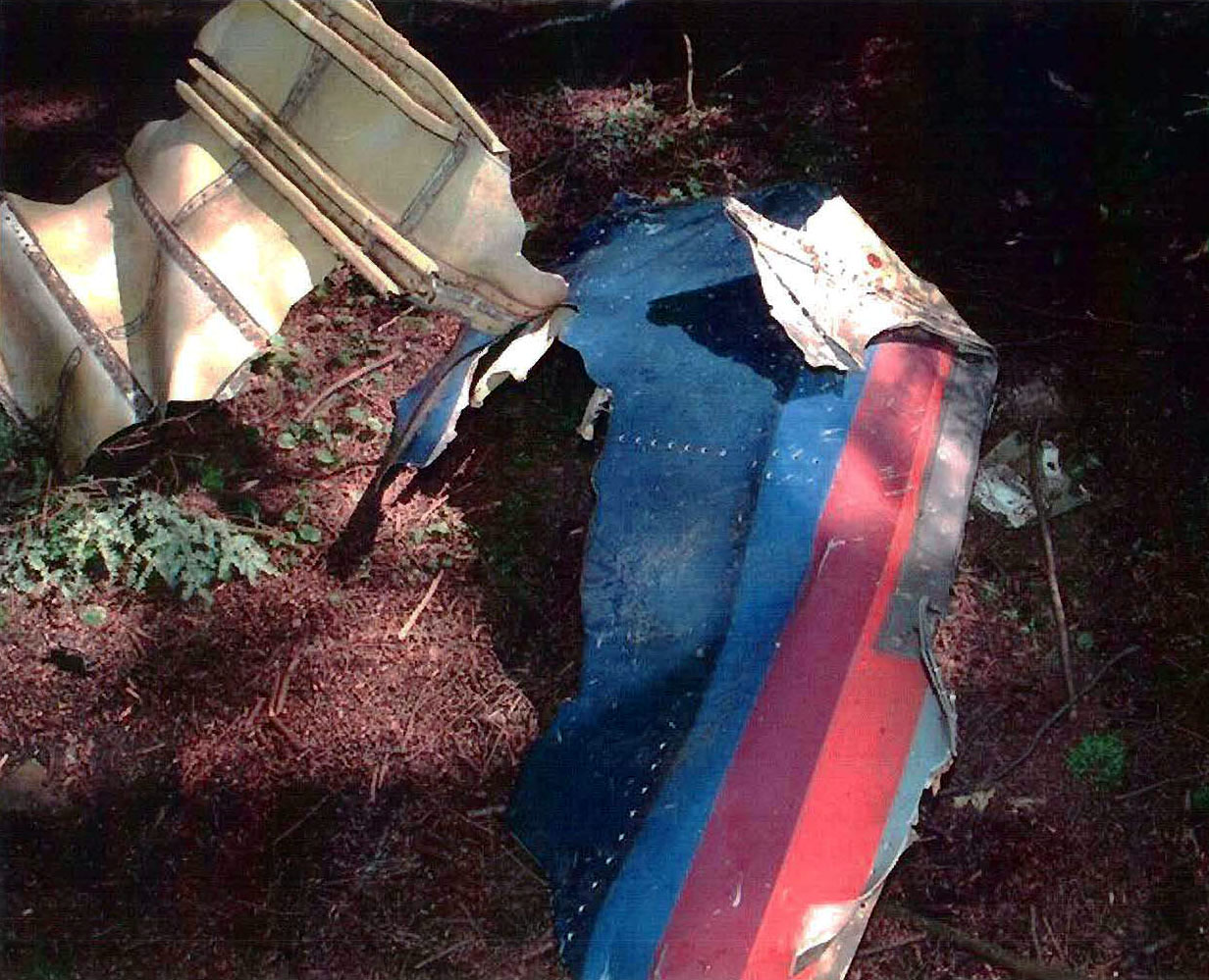
機体の残骸

## 墜落後
93便は墜落によって激しく破壊された。残骸の多くが地面との衝突で生じたクレーターの近くで発見された。捜査員らは墜落地点から8マイル(13 km)ほど離れたニューボルチモアでも散らばった紙やナイロンなどの非常に軽い破片を発見した。これ以外にも飛行機の小さな破片が1.5マイル (2.4 km)離れたインディアンレイクからも発見された。
遺体はすべて墜落地点の周囲70エーカー(28ヘクタール)の範囲内で発見された。サマセット郡の検視官であるウォーリー・ミラーは遺体の捜査と特定に参加することになった。残骸の調査でミラーが判別できた遺体は背骨の一部のみであった 。ミラーはその後、約600ポンド (272 kg) にも及ぶ1500個余りの遺体の一部を発見し身元を特定した。残りの部分は墜落によって焼損していた。
捜査官らは9月22日までに4人の犠牲者の身元を、9月24日までに11人の身元を特定した。9月29日までに別の1人の身元を特定した。10月27日までに34人の搭乗者の身元が特定された。搭乗者全員の身元は12月21日までに特定された。犠牲者の遺体と所持品は遺族に返還された。
遺体はかなり断片的であったためどの被害者も衝突以前に死亡したかどうかすら判別することは不可能であった。死亡診断書には犠牲者40人の死因は殺人と記載され、ハイジャック犯4人の死因は自殺と記載された。ハイジャック犯の遺体は消去法で特定され、連邦捜査局（FBI）に証拠として引き渡された。

### 慰霊施設

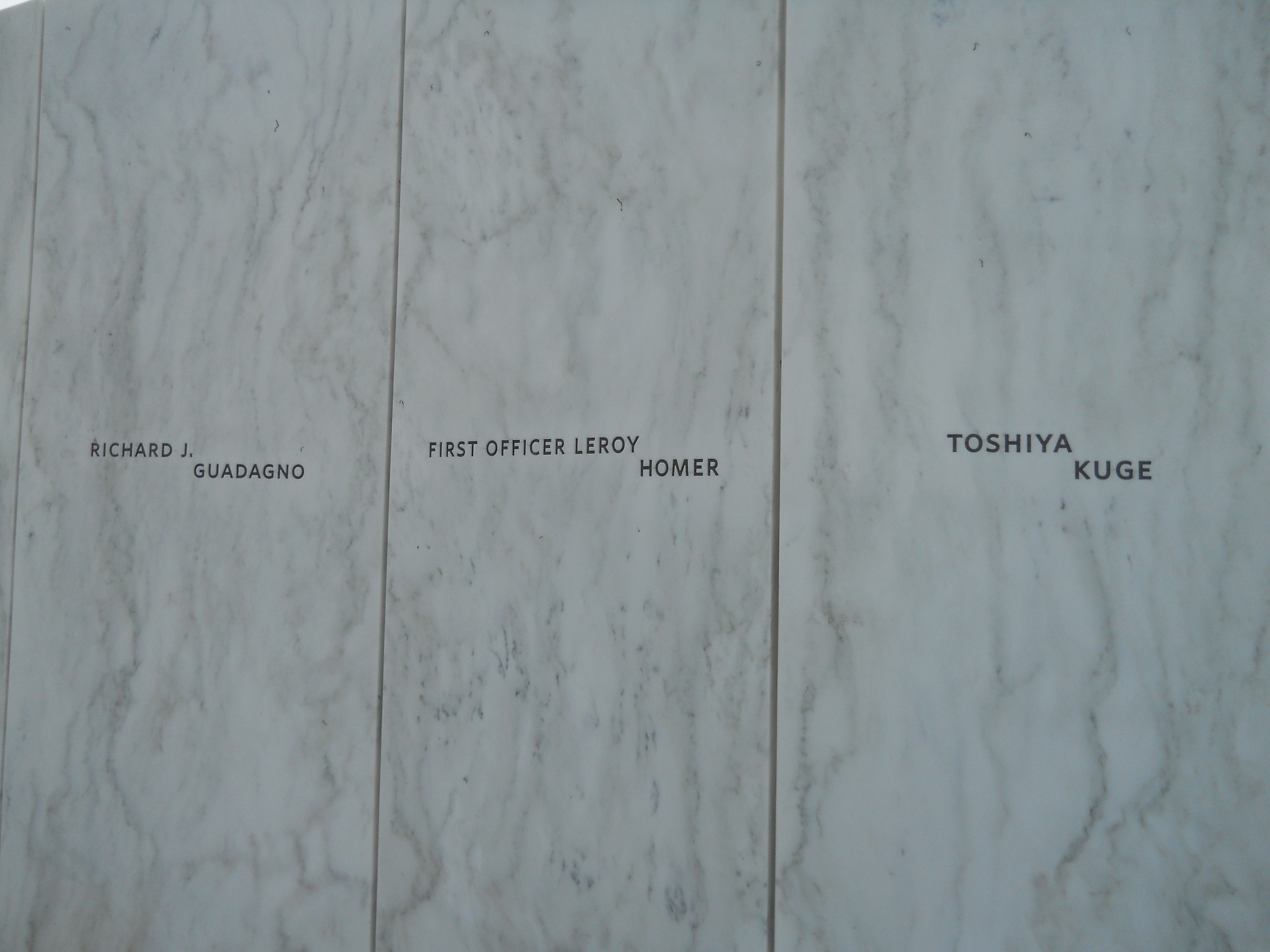
日本人犠牲者の久下季哉（Toshiya Kuge）を記念する慰霊碑（ペンシルベニア州、フライト93ナショナルメモリアル）。

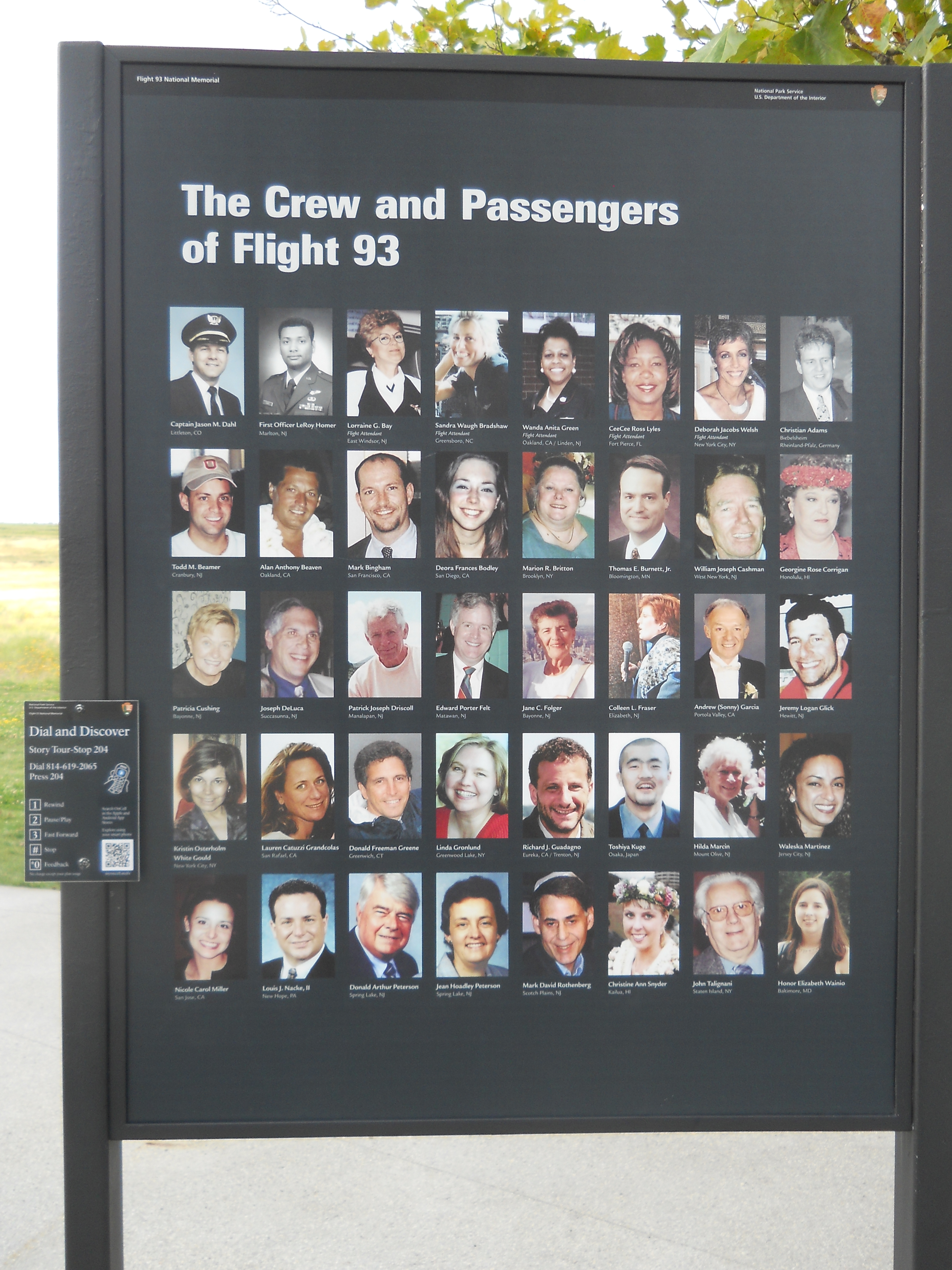
93便の犠牲者たち。

事件後すぐに墜落地点の付近に仮設の慰霊碑が建てられた。2011年9月10日に常設の慰霊施設であるフライト93ナショナルメモリアルが開設され、さらにそのちょうど4年後には墜落地点を一望する丘の上にコンクリートやガラスなどでできた資料館が置かれた。

## 備考
- 93便のハイジャック後、同時進行的に他の航空機によるテロが相次いでおり、政府は93便について、「必要があればハイジャック機を撃墜する」ことを許可した。93便の墜落後、安否が不明であった段階でジョージ・W・ブッシュ大統領からも許可が下りている。
- 日本人犠牲者に早稲田大学理工学部の男子学生（当時20歳）がいた[31]。ナショナル・セプテンバー11メモリアル&ミュージアム内の南プールのS-68番パネルやフライト93ナショナルメモリアルに英語名前が記されている[32][33]。
- FBIがハイジャック犯の画像を公開する前の2001年9月23日、BBCとデイリー・テレグラフはサイード・アル＝ガームディーという名前のサウジアラビア人の航空パイロットがFBIの公開したハイジャック犯の名簿の中に自分の名前があることに激怒していると報道した。またCNNは「生きている」方のアル＝ガームディーの写真をハイジャック犯のものとして公開した。航空パイロットは、おそらくCNNは自分が卒業したフロリダのFlight Safety flying schoolから写真を手に入れたのだろうと主張した[34][35]。その後デア・シュピーゲルはBBCによる「生きている」ハイジャック犯についての主張について調査し、それらは人違いの一例であると気づいた [36]。

## 事故を題材にした作品
- 映画『ユナイテッド93』（原題: United 93）
- テレビ映画『エアポート ユナイテッド93』（原題: Flight 93, A&Eネットワーク）
- 『ハイジャックフライト93（英語版）』（原題: The Hamburg Cell） - 事件をハイジャック犯側の視点から捉えたドキュメンタリー。
- 吹奏楽譜  勇敢な飛行（ジェイムズ・スウェアリンジェン）【Flight of Valor】